# Lingkis
Lingkis is een bestuurslaag in het regentschap Ogan Komering Ilir van de provincie Zuid-Sumatra, Indonesië. Lingkis telt 4129 inwoners (volkstelling 2010).